# 川原彰 (政治学者)
川原 彰（かわはら あきら、1958年2月26日 - ）は、日本の政治学者、元中央大学法学部教授。専門は比較政治学、現代政治理論。現在は、丸山塾塾長として、丸山眞男研究を行っている。

## 略歴
岡山県倉敷市生まれ。父は海軍兵学校78期生（のちに倉敷紡績株式会社勤務）。静岡県立御殿場南高等学校（3年次編入）、駿台高等予備校を経て、慶應義塾大学法学部政治学科卒業後、同大学大学院法学研究科政治学専攻で学び、1986年博士課程政治学専攻単位取得満期退学。1993年に大学院再入学後、課程博士号（博士（法学））取得。論文名は「東中欧の民主化の構造 -「連帯」運動から1989年革命へ- 」。内山秀夫に師事。

## 職歴
1986年立教大学法学部助手就任、1988年立教大学法学部兼任講師就任、1990年杏林大学社会科学部専任講師就任、1994年杏林大学社会科学部助教授昇任、1996年中央大学法学部助教授就任。1997年中央大学法学部教授昇任。2009年より中央大学を退職し、丸山塾塾長。中央大学法学部在職時は、政治学科1年次科目：「政治学」、「国際学」を担当していた。

## 人物
- 学生時代は指導教員である内山秀夫のほか、その他自主ゼミや勉強会を通じて丸山眞男、藤田省三に師事していた。
- 中央大学父母連絡会機関紙『草のみどり』第173号「まなびやの学生たち」に寄せた自身のエッセイ「『人間の条件』をめぐる風景」は、「大学情報総合データベースサービス（私設サイト）『受験生必見!教授ランキング』では、2003年2月現在、全国43位。インターネット投票で4票を獲得」している[要出典]。
- 学術論文のほか、週刊の書評紙である『週刊読書人』や公明党機関紙である『公明新聞』に書評を執筆していた。

## 著書
※は著作で「三部作」と自ら命名したもの。
単著
- 『東中欧の民主化の構造――1989年革命と比較政治研究の新展開』（有信堂高文社、1993年）※
- 『比較政治学の構想と方法』（三嶺書房、1997年）
- 『市民社会の政治学』（三嶺書房、2001年）
- 『現代比較政治論 - 民主化研究から民主主義理論へ』（中央大学出版部、2005年）
- 『現代市民社会論の新地平 - アレント的モメントの再発見』（有信堂高文社、2006年）

編著
- 『ポスト共産主義の政治学』（三嶺書房、1993年）※

共編著
- （酒井由美子）『高柳先男先生追悼論文集』（中央大学出版部、2003年）
- （内田孟男）『グローバル・ガバナンスの理論と政策』（中央大学出版部、2004年）

共訳書
- G・A・アーモンド『現代政治学と歴史意識』（勁草書房、1982年）
- アダム・ミフニク『民主主義の天使 - ポーランド・自由の苦き味』（同文舘、1995年）※